# 毓衡
毓衡，满州人，是一名清朝政治人物。
毓衡曾于1838年接替文康任松江府知府一职，1839年由豫益接任。